# NGC 7428
NGC 7428 је спирална галаксија у сазвежђу Рибе која се налази на NGC листи објеката дубоког неба.
Деклинација објекта је - 1° 2' 57" а ректасцензија 22h 57m 19,5s. Привидна величина (магнитуда) објекта NGC 7428 износи 12,6 а фотографска магнитуда 13,5. NGC 7428 је још познат и под ознакама UGC 12262, MCG 0-58-14, CGCG 379-16, KARA 1001, PGC 70098.